# Сегарча
Сегарча (рум. Segarcea) — місто у повіті Долж в Румунії.
Місто розташоване на відстані 191 км на захід від Бухареста, 26 км на південь від Крайови.

## Населення
За даними перепису населення 2002 року у місті проживали 8066 осіб.
Національний склад населення міста:
| Національність | Кількість осіб | Відсоток |
| -------------- | -------------- | -------- |
| румуни         | 7044           | 87,3%    |
| цигани         | 1013           | 12,6%    |
| угорці         | 4              | < 0,1%   |
| українці       | 1              | < 0,1%   |
| німці          | 1              | < 0,1%   |
| болгари        | 1              | < 0,1%   |
| греки          | 1              | < 0,1%   |
| італійці       | 1              | < 0,1%   |

Рідною мовою назвали:
| Мова       | Кількість осіб | Відсоток |
| ---------- | -------------- | -------- |
| румунська  | 7364           | 91,3%    |
| циганська  | 695            | 8,6%     |
| угорська   | 4              | < 0,1%   |
| болгарська | 1              | < 0,1%   |
| грецька    | 1              | < 0,1%   |
| італійська | 1              | < 0,1%   |

Склад населення міста за віросповіданням:
| Релігія                             | Кількість осіб | Відсоток |
| ----------------------------------- | -------------- | -------- |
| православні                         | 7962           | 98,7%    |
| баптисти                            | 35             | 0,4%     |
| атеїсти                             | 28             | 0,3%     |
| бретрени                            | 8              | 0,1%     |
| п'ятдесятники                       | 6              | 0,1%     |
| реформати                           | 4              | < 0,1%   |
| лютерани (Аугсбурзького сповідання) | 4              | < 0,1%   |
| римо-католики                       | 3              | < 0,1%   |
| греко-католики                      | 3              | < 0,1%   |
| адвентисти                          | 3              | < 0,1%   |
| унітарії                            | 1              | < 0,1%   |

## Зовнішні посилання
- Дані про місто Сегарча на сайті Ghidul Primăriilor